# Characidium oiticicai
Characidium oiticicai är en fiskart som beskrevs av Travassos, 1967. Characidium oiticicai ingår i släktet Characidium och familjen Crenuchidae. Inga underarter finns listade i Catalogue of Life.